# Лишина, Ольга Фёдоровна
Ольга Фёдоровна Лишина (род. 4 мая 1985, Москва) — российская поэтесса, автор песен, литературный обозреватель, автор и ведущая литературных занятий для детей.

## Биография
Чаще сама себя критикую куда жёстче, чем окружающие.
Окончила специалитет и аспирантуру МИЭМ НИУ ВШЭ, магистратуру МГПУ..

Стихи писала с детства. С 2004 года является соавтором текстов российской музыкальной группы «Мельница». Ее тексты присутствуют в таких альбомах, как «Зов крови», «Дикие травы», «Ангелофрения», «Алхимия», «Химера», «Манускрипт», «Символ солнца».

В 2015 г. прошла конкурсный отбор в школу «Хороший текст» Татьяны Толстой и Марии Голованивской.

В 2015 году Ольга координировала проекты в рамках работы благотворительного фонда «Подсолнух», после была активным волонтёром, ведущей литературной студии в отделении иммунологии РДКБ и по сей день является хорошим другом фонда. Фонду и его подопечным посвящен ряд ее стихов.

В 2016 г. Принимала участие в семинаре критики издательства «Детгиз».

В 2016 г. выиграла бесплатное обучение в Creative Writing School Майи Кучерской, где прошла курс детской литературы Ксении Молдавской и Ирины Лукьяновой.

С 2016 г ведет занятия с детьми по литературе, сотрудничала с детской академией наук QAWRA, музеем современного искусства GARAGE.

В 2017 совместно с Алексеем Орловым (экс-музыкант группы «Мельница») выпустили музыкальный трек «Счастье», в 2018 — композицию «Рондо». Совместно с Алексеем Орловым организовали проект «Орлов и Лишина» — стихи и виолончель (live looping), выступали в клубах Москвы и Петербурга.

В 2018 издала первый сборник стихов «Я должна продолжить».

Регулярно выступает экспертом на различных семинарах и круглых столах, посвященных детской литературе.

В 2018 г. на фестивале «Новая книга» в Новосибирске выступила в качестве лектора в рамках направления «Новая книга. Kids».

В 2019 г. была главным одним из ключевых спикеров на празднике чтения «День Ч» в городах Иркутск и Усть-Кут.

В 2020 г. стала финалистом премии «_Литблог» со своим телеграм-каналом «Она же девочка», где рассказывает о книгах для детей с героинями — активными девочками. «Меньше стереотипов, больше хороших историй».

«Что касается современной детской литературы, то есть много хороших блогеров: Екатерина Асонова, Евгения Шафферт, Ольга Лишина, автор телеграм-канала „Она же девочка“, где рассказывает о книгах про девочек и для девочек» , — упоминает в своём интервью известный литературный критик Галина Юзефович

В 2020 году была членом жюри на Международном фестивале молодёжных театров GingerFest.

В 2021 г. была приглашена в качестве члена жюри на ежегодный литературный конкурс «Новая детская книга», который проводит издательство «Росмэн».

Часто организует литературные вечера, где читает свои стихи.

Является автором курса по литературе для малышей в известном лектории «Прямая речь».

В разное время являлась автором статей на таких порталах, как «Папмамбук», "Матроны.ру.

## Сотрудничество с группой «Мельница»
В 2001—2003 году Ольга была активным пользователем и модератором форума Мельницы. Дружба с музыкантами и Хелависой переросла в совместное творчество: в 2005 году была написана песня «Ай, волна» в соавторстве с Натальей О’Шей (Хелависа). После сотрудничество продолжилось на постоянной основе, работа продолжается и сейчас.
Ольга Лишина являет собой уникальный пример человека из тусовки поклонников, который стал для меня и хорошим другом, и соавтором. Я вообще очень герметична в этом отношении, и случаи, когда я подружилась с кем-то из фан-клуба, можно пересчитать по пальцам одной руки. Мне очень понравились Олины стихи, которые она опубликовала на еще активном «мельничном» форуме, а наше сотрудничество началось с песни «Ай, волна». Как правило, Ольга присылает мне свой текст, а я его начинаю перелопачивать, добавлять какой-нибудь хтони. А иногда я показываю какие-то свои наработки и спрашиваю «Как ты думаешь, что там дальше?» Она предлагает некий вариант, и я ей говорю либо «вот, а вот это попробуйте» или «не-не-не, это совершенно не годится, но зато я теперь знаю, как надо». (Улыбается). Некая адаптация текста неизбежно происходит тогда, когда появляется музыка. Иногда бывает, что вообще всё меняется до неузнаваемости. Например, у Ольги было стихотворение в прозе, на базе которого я написала песню «Неперелетная». Она, естественно, указана там как соавтор… (Хелависа)

#### Песни Мельницы в соавторстве с Ольгой Лишиной
| Название песни                | Альбом        |
| ----------------------------- | ------------- |
| Сестра                        | Зов крови     |
| Ай, волна                     | Зов крови     |
| Лента в волосах               | Зов крови     |
| Огонь                         | Зов крови     |
| Опасное лето                  | Дикие травы   |
| Ведьма                        | Дикие травы   |
| Кувшин                        | Дикие травы   |
| Ветер                         | Дикие травы   |
| Шаман                         | Дикие травы   |
| Дороги                        | Ангелофрения  |
| Неперелетная                  | Ангелофрения  |
| Что ты знаешь                 | Ангелофрения  |
| Ангел                         | Ангелофрения  |
| Об устройстве небесного свода | Алхимия       |
| Прощай                        | Алхимия       |
| Черный дрозд                  | Химера        |
| Любовь во время зимы          | Химера        |
| Колесо                        | Химера        |
| Список кораблей               | Химера        |
| Мне нужен снег                | Манускрипт    |
| Грифон                        | Манускрипт    |
| Кащей                         | Символ солнца |
| Царевич                       | Символ солнца |
| Держи                         | Символ солнца |
| Золото                        | Символ солнца |
| Василиса                      | Символ солнца |